# Lipoglav
Lipoglav je naselje u slovenskoj Općini Slovenskim Konjicama. Lipoglav se nalazi u pokrajini Štajerskoj i statističkoj regiji Savinjskoj. 

## Stanovništvo
Prema popisu stanovništva iz 2002. godine naselje je imalo 164 stanovnika.